# Sami Laakkonen
Sami Laakkonen, född 24 februari 1974 i Varkaus, är en finländsk bandyspelare som spelar som forward för finska Akilles Bandy. Han är bror till Lasse Laakkonen, även han bandyspelare.

## Karriär
Sami Laakkonen kom från finländska WP 35 till svenska Vetlanda BK, dit han värvades som ersättare till legendaren Jonas Claesson. Där infriade han allas förväntningar och blev känd som en stor målskytt. Numera spelar "nr: 77" för ryska Dynamo Kazan. Han har också spelat för HK Vodnik och Dynamo Moskva. Innan han flyttade till Ryssland spelade han två säsonger i IFK Vänersborg. Han har spelat 4 VM-turneringar och blev matchvinnare i finalen i det lag Finlands herrlandslag i bandy som blev världsmästare 2004 i Sverige. Sami Laakkonen var även med och spelade då Finland vann VM-silver 1999 i Archangelsk i Ryssland.